# اللحن الأعمى
اللحن الأعمى هو فيلم كوميديا سوداء جريمة إثارة هندي من بطولة تابو،أيوشمان كورانا،رادهيكا أبتي وأنيل داوان.تم عرض الفيلم في الهند في 5 أكتوبر 2018.

## روابط خارجية
- اللحن الأعمى على موقع IMDb (الإنجليزية)
- اللحن الأعمى على موقع روتن توميتوز (الإنجليزية)
- اللحن الأعمى على موقع نتفليكس (الإنجليزية)
- اللحن الأعمى على موقع فيلمافينيتي (الإسبانية)
- اللحن الأعمى على موقع قاعدة بيانات الفيلم (الإنجليزية)
- اللحن الأعمى على موقع ليتربوكسد (الإنجليزية)
- اللحن الأعمى على موقع كينوبويسك (الروسية)